# 高田町 (福岡県)
高田町（たかたまち）は、かつて福岡県南部にあった町で、旧三池郡を構成する唯一の自治体であった。2007年1月29日に隣接するいずれも旧山門郡の瀬高町・山川町との合併により消滅。同時に市制を施行し、みやま市となった。

## 地理
町の西部、柳川市との境界部を矢部川が有明海へと注ぎ、北部は飯江川で瀬高町と隣接、西南部は有明海に面する干拓地、東部は山地で、南部は山を隔てて大牟田市と接する。
福岡市より南へ約55km、鉄道では特急列車と普通列車を乗り継いで、JRでは約50分、西鉄では約65分の距離である。

## 歴史
- 1931年10月1日 - 江浦村・二川村・岩田村が対等合併し、高田村が発足。
- 1942年4月1日 - 飯江村・開村を編入。
- 1958年8月1日 - 町制施行。高田町となる。
- 1959年4月10日 - 山門郡山川村より竹海地区を編入。
- 2007年1月29日 - 旧山門郡の瀬高町・山川町と合併してみやま市となった。

### 合併の経緯
旧3町は当初、2005年3月22日を合併期日とし、新市名を「みやま市」として、2004年6月27日に合併協定書に調印したが、高田町議会が合併関連議案を2度にわたって否決し、合併協議会は同年9月30日に一旦解散した。しかし翌2005年6月5日に高田町議会が住民のリコールを受けて解散し、同年7月10日に実施された町議会議員選挙において合併推進派の議員数が反対派を上回ったことから、同年10月1日に再び合併協議会が設置された。そして2006年3月11日に合併協定書に調印し、各町議会と福岡県議会の議決を経て、同年7月13日に総務大臣が官報に告示し、2007年1月29日に合併した。

## 産業

### 漁業
- 江浦漁港

## 地域

### 教育

#### 中学校
- 高田町立高田中学校

#### 小学校
- 高田町立江浦小学校
- 高田町立二川小学校
- 高田町立開小学校
- 高田町立岩田小学校
- 高田町立竹海小学校
- 高田町立飯江小学校

## 交通
最寄り空港は福岡空港（隣県の佐賀空港も近いが、ほとんど利用されていない）。

### 鉄道
- 西日本鉄道
  - 西鉄天神大牟田線が南北に貫通し、江の浦駅、開駅がある。
- 九州旅客鉄道（JR九州）
  - 鹿児島本線が南北に貫通し、渡瀬駅がある。

### 道路
- 高速道路を利用するには九州自動車道の八女インターチェンジまたは南関インターチェンジを利用する必要があった。しかし、2009年3月29日にみやま柳川インターチェンジが供用を開始したため利便性が向上した。

#### 一般国道
- 国道208号 ： 熊本（植木）から佐賀方面
- 国道209号 ： 高田町を起点に久留米市まで

#### 主要地方道
- 福岡県道・佐賀県道18号大牟田川副線
- 福岡県道93号大牟田高田線
- 福岡県道94号高田山川線

## 名所・旧跡・観光スポット・祭事・催事

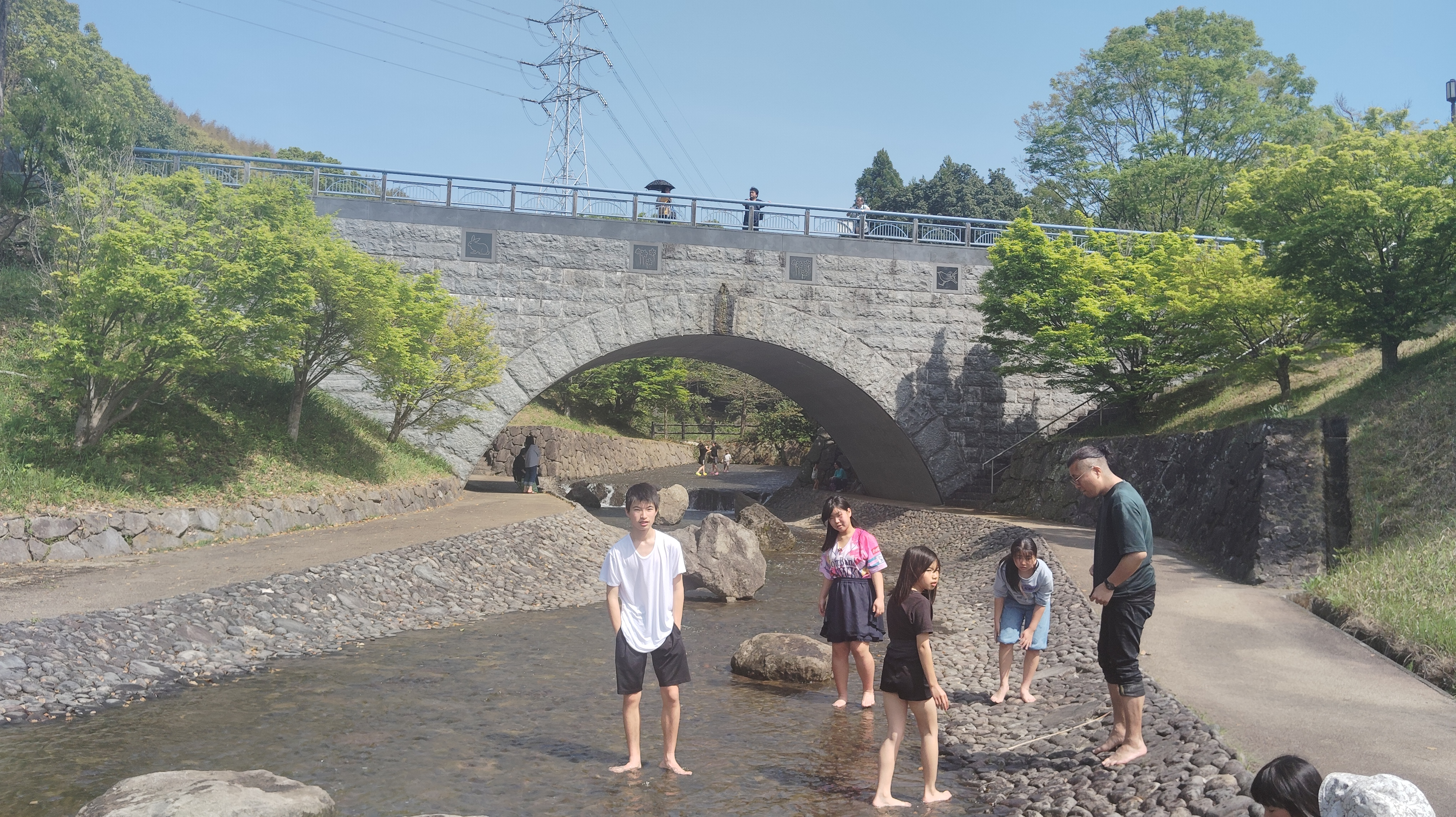
高田濃施山公園のすいせん橋

- 田尻城跡
- 高田濃施山公園

## 高田町出身の有名人
- 野田卯太郎（政治家）
- 伊藤整一（軍人）
- 田代尚子（元アナウンサー）
- 坂口良治（ミュージシャン）

## 電話
- 市外局番：0944（瀬高MA）